# Olean (Missouri)
Olean és una població dels Estats Units a l'estat de Missouri. Segons el cens del 2000 tenia 157 habitants.

## Demografia
Segons el cens del 2000, Olean tenia 157 habitants, 62 habitatges, i 40 famílies. La densitat de població era de 356,6 habitants per km².
Dels 62 habitatges en un 41,9% hi vivien nens de menys de 18 anys, en un 38,7% hi vivien parelles casades, en un 22,6% dones solteres, i en un 33,9% no eren unitats familiars. En el 29% dels habitatges hi vivien persones soles el 12,9% de les quals corresponia a persones de 65 anys o més que vivien soles. El nombre mitjà de persones vivint en cada habitatge era de 2,53 i el nombre mitjà de persones que vivien en cada família era de 3,1.
Per edats la població es repartia de la següent manera: un 36,9% tenia menys de 18 anys, un 8,3% entre 18 i 24, un 30,6% entre 25 i 44, un 12,7% de 45 a 60 i un 11,5% 65 anys o més.
L'edat mediana era de 30 anys. Per cada 100 dones de 18 o més anys hi havia 80 homes.
La renda mediana per habitatge era de 18.333 $ i la renda mediana per família de 21.667 $. Els homes tenien una renda mediana de 24.167 $ mentre que les dones 22.000 $. La renda per capita de la població era de 10.296 $. Entorn del 17,4% de les famílies i el 24% de la població estaven per davall del llindar de pobresa.

## Poblacions més properes
El següent diagrama mostra les poblacions més properes.